# Mindstorms
Lego Mindstorms — конструктор (набор сопрягаемых деталей и электронных блоков) для создания программируемого робота. Впервые представлен компанией Lego в 1998 году. 
Через 8 лет (2006) в свет вышла модель Lego Mindstorms NXT 1.0, в 2009 — Lego Mindstorms NXT 2.0, в 2013 — Lego Mindstorms EV3, а в 2020 — Lego Mindstorms Robot Inventor.
Серия полностью снята с производства с 1 января 2023 года.

## Наборы
Наборы Lego Mindstorms комплектуются набором стандартных деталей Lego (балки, оси, колеса, шестерни, сервомоторы) и набором, состоящим из сенсоров, двигателей и программируемого блока. Наборы делятся на базовый и ресурсный.
Базовый набор NXT поставляется в трех версиях: 8527 LEGO MINDSTORMS NXT — первая версия коммерческого набора, 577 деталей, год выпуска 2006; 9797 LEGO MINDSTORMS Education NXT Base Set — образовательный набор для обучения, 431 деталь, год выпуска 2006; 8547 LEGO MINDSTORMS NXT 2.0 — вторая версия коммерческого набора, 619 деталей, год выпуска 2009. Все три набора содержат в себе одну и ту же версию интеллектуального блока NXT (или, как его любят называть — «кирпичик»), отличаются только версии прошивки, но это не принципиально, так как прошивку можно легко обновить. Так что в этом плане все три набора совершенно равноценны. 

Также есть ресурсные наборы: 9648 и 9695 LEGO MINDSTORMS Education Resource Set — набор средний ресурсный, 817 деталей, год выпуска 2010. Ресурсный набор содержит больше видов и количество деталей. Оба набора могут быть использованы для участия в соревнованиях робототехники (например во Всемирной олимпиаде роботов (англ. World Robot Olympiad)).
В 2013 г. вышло новое поколение LEGO MINDSTORMS EV3. Он поставляется в трёх наборах: 31313 — домашняя версия (601 деталь), 45544 — школьная версия базовый набор (541 деталь) и 45560 — школьная версия ресурсный набор (853 детали). EV3 полностью поддерживает все датчики и двигатели предыдущего поколения NXT.
|  |  |  |

А в 2020 году осенью вышел набор Lego Mindstorms Robot inventor с артикулом 51515. Набор очень сильно отличался от предшественников — появился новый цвет деталей, новые интересные технические решения, много датчиков, количество деталей значительно больше, чем у прошлых моделей. Набор был похож на Spike prime. К набору также прилагался маленький подарочный набор из лего систем. В наборе представлено 5 роботов, каждый из которых выполняет свою функцию — это суровый двигающийся страж, занятный помощник, мастер на все руки, сообразительный зверёк и любитель спорта. Набор программируется и управляется с помощью приложения LEGO® MINDSTORMS® Robot Inventor.

## Микрокомпьютеры (контроллеры)
В состав наборов могут входить управляющие блоки (контроллеры) различных версий. В настоящее время их 3. Также у блоков существуют модификации (обозначается 1.0; 2.0 и 3.0)
| RCX | NXT | EV3 |
| --- | --- | --- |
|     |     |     |

## Сенсоры
Наборы Lego Mindstorms располагают огромным количеством сенсоров как компании Lego, так и сторонних производителей (HiTechnic, Mindsensors).
Примеры стандартных сенсоров для Lego Mindstorms NXT:
| Датчик звука NXT | Датчик расстояния NXT (ультразвуковой сканер) | Датчик освещенности NXT | Датчик касания NXT | Геомагнитный датчик-компас NXT | Сервомотор-тахометр NXT |
| ---------------- | --------------------------------------------- | ----------------------- | ------------------ | ------------------------------ | ----------------------- |
|                  |                                               |                         |                    |                                |                         |

| Гироскопический датчик EV3 | Инфракрасный датчик EV3 (сканер) | Цветовоспринимающий датчик EV3 |
| -------------------------- | -------------------------------- | ------------------------------ |
|                            |                                  |                                |

## Соревнования
Во многих странах широко распространено обучение конструированию в школах и колледжах с использованием наборов Lego Mindstorms. С развитием этого опыта стали популярны соревнования роботов, где каждое учебное учреждение могло выставить на соревнования свои команды.
В России соревнования по робототехнике стали проводиться примерно с 2000 года. Сначала проходят соревнования в регионах, затем в Москве (МСР — Московские Соревнования Роботов) (где собираются победители всех регионов), а после финалисты Московского этапа едут в другие страны для участия в соревнованиях на мировом уровне. Это соревнование называется WRO (World Robot Olympiad — Всемирная Олимпиада Роботов). Команды из России имеют хорошие результаты и несколько раз занимали призовые места на WRO. В Москве самые известные соревнования — РобоФест.
|  |  |

## Смотрите также
- Lego Education
- fischertechnik
- Arduino